# Whatcha Gonna Do About It/What's a Matter Baby
Whatcha Gonna Do About It/What's a Matter Baby è il primo singolo degli Small Faces pubblicato nel 1965.

## Tracce
1. Whatcha Gonna Do About It – 1:53 (Brian Potter/Ian Samwell)
2. What's a Matter Baby – 2:47 (Clyde Otis/Joy Byers)